# Giulio Campastro
Giulio Campastri (Stazzano, 12 giugno 1909 – Barcellona, 29 novembre 1940) è stato un ciclista su strada italiano, attivo come indipendente tra il 1927 e il 1935.
Il suo più importante risultato fu il secondo posto al Giro dell'Appennino 1934, ma concluse anche due edizioni del Giro d'Italia e una di Milano-Sanremo e Giro di Lombardia.

## Piazzamenti

### Grandi Giri
- Giro d'Italia

1928: 87º
1929: 74º

### Classiche monumento
- Milano-Sanremo

1934: 22º
- Giro di Lombardia

1933: 53º